# Премія НАН України імені Л. В. Писаржевського
Пре́мія і́мені Льва Володимировича Писаржевського — премія, заснована постановою РМ УРСР від 12.06.1964 No 595 та постановою Президії НАН України від 17 липня 1964 № 188 за видатні наукові роботи в галузі хімії та хімічної технології. Премію названо на честь видатного українського, радянського фізико-хіміка, академіка АН СРСР та УРСР, Льва Володимиировича Писаржевського.

## Лауреати премії
| Рік  | Тема | Лауреати                            | Коротко про лауреата |
| ---- | --- | ----------------------------------- | --- |
| 1965 | Роботи в галузі механізмів хімічних реакцій | Шилов Євген Олексійович             | Академік НАН УРСР (органічна хімія) |
| 1965 | Роботи в галузі механізмів хімічних реакцій | Бродський Олександр Ілліч           | Академік НАН України (фізична хімія) |
| 1968 | Роботи, присвячені дослідженням механізмів гетерогенних каталітичних реакцій | Ройтер Володимир Андрійович         | Академік НАН УРСР (фізична хімія) |
| 1969 | Цикл робіт у галузі дослідження механізму хімічних реакцій та дії органічних каталізаторів                                                                                          | Литвиненко Леонід Михайлович        | Академік НАН УРСР (органічна хімія) |
| 1970 | Цикл робіт у галузі дослідження кінетики і механізму гомогенно-каталітичних окисно-відновних реакцій та їх застосування у хімічному аналізі                                         | Яцимирський Костянтин Борисович     | Академік НАН УРСР (неорганічна хімія) |
| 1971 | Цикл робіт у галузі дослідження механізму дії органічних каталізаторів — моделей ферментів і коферментів                                                                            | Ясников Олександр Олексійович       | Член-кореспондент НАН УРСР (хімія природних сполук) |
| 1972 | Цикл робіт у галузі дослідження кінетики і механізму електродних реакцій | Городиський Олександр Володимирович | Академік НАН УРСР (електрохімія) |
| 1972 | Цикл робіт у галузі дослідження кінетики і механізму електродних реакцій | Делімарський Юрій Костянтинович     | Академік НАН УРСР (електрохімія) |
| 1972 | Цикл робіт у галузі дослідження кінетики і механізму електродних реакцій | Панов Едуард Васильович             | професор, д.х.н. Інститут загальної та неорганічної хімії ім. В. І. Вернадського Відділ фотоелектрохімії та хімічних джерел струму ім. академіка О. В. Городиського                                                                            |
| 1973 | Цикл робіт Дослідження кінетики і механізму окисно-відновних каталітичних реакцій                                                                                                   | Голодець Григорій Ізраїльович       | Член-кореспондент НАН УРСР (хімія природних сполук) |
| 1974 | Цикл робіт "Координаційний гомогенний каталіз сполуками металів змінної валентності та роль комплексоутворення в синтезі полімерних молекул                                         | Ліпатова Тетяна Есперівна           | професор, доктор хімічних наук Інститут хімії високомолекулярних сполук НАН України |
| 1975 | Цикл робіт Дослідження процесів радикально-ланцюгового та ферментативного окислення вуглеводів в емульсіях                                                                          | Кучер Роман Володимирович           | Академік АН УРСР |
| 1976 | Цикл робіт в галузі промислового гетерогенного каталізу | Атрощенко Василь Іванович           | Академік НАН УРСР (хімічна технологія) |
| 1976 | Цикл робіт в галузі промислового гетерогенного каталізу | Гутиря Віктор Степанович            | Академік НАН УРСР (хімія нафти) |
| 1976 | Цикл робіт в галузі промислового гетерогенного каталізу | Галич Петро Миколайович             | |
| 1977 | Цикл робіт Явище аніонотропії в гетероалільних системах та його роль у синтезі нових типів гетерокумуленів                                                                          | Горбатенко Віктор Іванович          | |
| 1977 | Цикл робіт Явище аніонотропії в гетероалільних системах та його роль у синтезі нових типів гетерокумуленів                                                                          | Самарай Лідія Іванівна              | |
| 1978 | Цикл робіт «Синтез і стереохімія гетероаналогів Циклоалканів» | Богатський Олексій Всеволодович     | Академік АН УРСР (органічна хімія) |
| 1978 | Цикл робіт «Синтез і стереохімія гетероаналогів Циклоалканів» | Грень Андрій Іванович               | |
| 1979 | Цикл робіт «Дослідження будови, кінетики і механізму реакцій вільних радикалів у розчинах»                                                                                          | Походенко Віталій Дмитрович         | Академік НАН України (фізична хімія), Професор, доктор хімічних наук, член Президії НАН України почесний директор Інституту фізичної хімії ім. Л. В. Писаржевського                                                                            |
| 1979 | Цикл робіт «Дослідження будови, кінетики і механізму реакцій вільних радикалів у розчинах»                                                                                          | Грагеров Ісак Петрович              | |
| 1980 | Монографія «Фізична хімія наповнених полімерів» | Ліпатов Юрій Сергійович             | Академік АН УРСР Інститут хімії високомолекулярних сполук НАН України |
| 1981 | Цикл робіт «Гідрофільність дисперсних матеріалів та механізм взаємодії полярних речовин з їх поверхнею»                                                                             | Овчаренко Федір Данилович           | Академік НАН УРСР (колоїдна хімія) |
| 1981 | Цикл робіт «Гідрофільність дисперсних матеріалів та механізм взаємодії полярних речовин з їх поверхнею»                                                                             | Тарасевич Юрій Іванович             | Член-кореспондентНАН України (колоїдна хімія) Інститут колоїдної хімії та хімії води НАН України |
| 1982 | Цикл робіт «Активація насичених вуглеводнів в розчинах. Нові реакції і механізми»                                                                                                   | Рудаков Єлисей Сергійович           | Член-кореспондент НАН України (фізична хімія, каталіз і кінетика) |
| 1983 | Цикл робіт з високотемпературної неорганічної координаційної хімії | Волков Сергій Васильович            | Академік НАН України (хімія) |
| 1984 | Цикл робіт по обґрунтуванню фізико-хімічних методів захисту навколишнього середовища та його контролю                                                                               | Власенко Василь Михайлович          | Член-кореспондентНАН України (хімічна технологія) |
| 1984 | Цикл робіт по обґрунтуванню фізико-хімічних методів захисту навколишнього середовища та його контролю                                                                               | Пилипенко Анатолій Терентійович     | Академік НАН України (аналітична хімія) |
| 1984 | Цикл робіт по обґрунтуванню фізико-хімічних методів захисту навколишнього середовища та його контролю                                                                               | Тананайко Мирослава Михайлівна      | професор, д.х.н. Київський університет імені Т. Шевченка |
| 1985 | Цикл робіт «Електрохімія в процесах очистки води» | Кульський Леонід Адольфович         | АкадемікНАН України (хімія і технологія очищення води) |
| 1985 | Цикл робіт «Електрохімія в процесах очистки води» | Гребенюк Володимир Дмитрович        | |
| 1985 | Цикл робіт «Електрохімія в процесах очистки води» | Савлук Ольга Семенівна              | |
| 1986 | Монографія «Химия изоиндола» | Бабичев Федір Семенович             | Академік НАН України (органічна хімія) |
| 1986 | Монографія «Химия изоиндола» | Ковтуненко Володимир Олексійович    | д.х.н. професор Київського національного університету імені Т. Шевченка |
| 1987 | Серія робіт «Хімія та фізико-хімія поліуретанів сегментної будови» | Греков Анатолій Петрович            | д.х.н., академік Української технологічної академії, заслужений діяч науки і техніки України (1990 р.), лауреат Державної премії України в галузі науки і техніки (1981 р.)                                                                    |
| 1987 | Серія робіт «Хімія та фізико-хімія поліуретанів сегментної будови» | Керча Юрій Юрійович                 | Член-кореспондент НАН України (хімія високомолекулярних сполук) Інститут хімії високомолекулярних сполук НАН України |
| 1988 | Цикл робіт «Вивчення реакційної здатності сполук, що містять сульфонільну та карбонільну групи, синтез на їх основі полімерів та кристалів для квантової електроніки»               | Візгерт Регіна Вікентіївна          | |
| 1989 | Цикл робіт «Направлений синтез подвійних фосфатів та фторфосфатів з розплавлених солей»                                                                                             | Скопенко Віктор Васильович          | Академік НАН України (неорганічна хімія) |
| 1989 | Цикл робіт «Направлений синтез подвійних фосфатів та фторфосфатів з розплавлених солей»                                                                                             | Слободяник Микола Семенович         | Член-кореспондент НАН України (неорганічна хімія), професор завідувач кафедри неорганічної хімії Київського національного університету імені Т. Шевченка                                                                                       |
| 1989 | Цикл робіт «Направлений синтез подвійних фосфатів та фторфосфатів з розплавлених солей»                                                                                             | Нагорний Павло Григорович           | д.х.н. професор кафедри неорганічної хімії Київського національного університету імені Т. Шевченка |
| 1990 | Цикл робіт «Розробка фундаментальних основ і прикладних проблем фотопереносу електрона»                                                                                             | Ділунг Йосип Йосипович              | професор д.х.н. лауреат Державної премії України в галузі науки і техніки, заслужений діяч науки і техніки України, іноземний член АН Угорщини. Інститут фізичної хімії імені Л. В. Писаржевського НАН України                                 |
| 1990 | Цикл робіт «Розробка фундаментальних основ і прикладних проблем фотопереносу електрона»                                                                                             | Крюков Анатолій Іванович            | доктор хімічних наук, професор. Інститут фізичної хімії імені Л. В. Писаржевського НАН України |
| 1991 | Монографія «Маскування і демаскування в аналітичній хімії» | Сухан Василь васильович             | доктор хімічних наук, професор хімічного факультету Київського національного університету імені Тараса Шевченка, кафедра аналітичної хімії |
| 1991 | Монографія «Маскування і демаскування в аналітичній хімії» | П'ятницький Ігор Володимирович      | доктор хімічних наук, професор. Київський національний університет імені Тараса Шевченка, кафедра аналітичної хімії. Декан факультету 1958—1960                                                                                                |
| 1992 | Цикл робіт «Застосування іонно-електронної концепції електродних реакцій і зведеної шкали потенціалів до вирішення ряду проблем сучасної електрохімії та науки про корозію металів» | Антропов Лев Іванович               | Член-кореспондент НАН України (хімічна технологія) |
| 1993 | Монографія «Природні силікати: будова, властивості та реакційна здатність» | Гончарук Владислав Володимирович    | Академік НАН України (хімія), професор, доктор хімічних наук (фізична хімія), радник при Президії НАН України |
| 1993 | Монографія «Природні силікати: будова, властивості та реакційна здатність» | Васильєв Микола Григорович          | |
| 1994 | Цикл робіт «Розробка наукових основ створення нових ефективних гетерогенних каталізаторів та каталітичних процесів синтезу цінних продуктів на основі Cl-сполук»                    | Павленко Микола Володимирович       | |
| 1994 | Цикл робіт «Розробка наукових основ створення нових ефективних гетерогенних каталізаторів та каталітичних процесів синтезу цінних продуктів на основі Cl-сполук»                    | Ільченко Ніна Іванівна              | |
| 1994 | Цикл робіт «Розробка наукових основ створення нових ефективних гетерогенних каталізаторів та каталітичних процесів синтезу цінних продуктів на основі Cl-сполук»                    | Самченко Микола Петрович            | |
| 1995 | Робота «Фізико-хімія N-, О-ацильних солей» | Рибаченко Володимир Іванович        | професор, д.х.н., Інститут фізико-органічної хімії та вуглехімії імені Л. М. Литвиненка НАН України |
| 1995 | Робота «Фізико-хімія N-, О-ацильних солей» | Титов Євген Володимирович           | професор, д.х.н., Інститут фізико-органічної хімії та вуглехімії імені Л. М. Литвиненка НАН України |
| 1996 | Робота «Металокомплексний каталіз у радикальних реакціях інгібування процесів окислення»                                                                                            | Ковтун Григорій Олександрович       | Член-кореспондент НАН України (фізична хімія) |
| 1997 | Цикл робіт Робота «Фізико-неорганічна хімія координаційних сполук 3d металів з різними видами внутрішньомолекулярних взаємодій»                                                     | Лампека Ярослав Дмитрович           | Професор, доктор хімічних наук, Інститут фізичної хімії імені Л. В. Писаржевського НАН України, Відділ фізико-неорганічної хімії |
| 1997 | Цикл робіт Робота «Фізико-неорганічна хімія координаційних сполук 3d металів з різними видами внутрішньомолекулярних взаємодій»                                                     | Манорик Петро Андрійович            | д.х.н., професор завідувач відділу Інституту фізичної хімії імені Л. В. Писаржевського НАН України |
| 1997 | Цикл робіт Робота «Фізико-неорганічна хімія координаційних сполук 3d металів з різними видами внутрішньомолекулярних взаємодій»                                                     | Павліщук Віталій Валентинович       | Академік НАН України, професор, доктор хімічних наук, заступник директора Інституту фізичної хімії імені Л. В. Писаржевського НАН України |
| 1998 | Цикл робіт з розвитку наукових основ цілеспрямованого синтезу та модифікування цеолітів (молекулярних сит)                                                                          | Ільїн Володимир Георгійович         | доктор хімічних наук, професор, Заслужений діяч науки і техніки України |
| 1998 | Цикл робіт з розвитку наукових основ цілеспрямованого синтезу та модифікування цеолітів (молекулярних сит)                                                                          | Бобонич Федір Михайлович            | доктор хімічних наук |
| 1999 | Робота «Проблема селективності в складних і суміщених гетерогенно- каталітичних реакціях»                                                                                           | Марценюк-Кухарук Марія Гаврилівна   | доктор технічних наук, Лауреат Державної премії України в галузі науки і техніки (1987) |
| 1999 | Робота «Проблема селективності в складних і суміщених гетерогенно- каталітичних реакціях»                                                                                           | Орлик Світлана Микитівна            | Член-кореспондентНАН України (каталітичні процеси та реактори), д.х.н., професор завідувач відділу Інституту фізичної хімії імені Л. В. Писаржевського НАН України                                                                             |
| 1999 | Робота «Проблема селективності в складних і суміщених гетерогенно- каталітичних реакціях»                                                                                           | П'ятницький Юрій Ігорович           | |
| 2001 | Цикл наукових праць «Фізико-хімічні процеси у поверхневому шарі оксидних систем і проблеми створення нових функціональних матеріалів»                                               | Чуйко Олексій Олексійович           | Академік НАН України (хімія поверхні) лауреат Державних премій СРСР та України. |
| 2001 | Цикл наукових праць «Фізико-хімічні процеси у поверхневому шарі оксидних систем і проблеми створення нових функціональних матеріалів»                                               | Огенко Володимир Михайлович         | Член-кореспондентНАН України (фізична хімія) доктор хімічних наук |
| 2001 | Цикл наукових праць «Фізико-хімічні процеси у поверхневому шарі оксидних систем і проблеми створення нових функціональних матеріалів»                                               | Воронін Євгеній Пилипович           | Старший науковий співробітник, доктор хімічних наук (Фізика і хімія поверхні), Інститут хімії поверхні ім. О. О. Чуйка НАН України Завідувач лабораторії модифікування поверхні оксидів                                                        |
| 2003 | Цикл наукових праць «Фізико-хімія гетерогенних полімерних систем» | Привалко Валерій Павлович           | доктор хімічних наук, професор Інститут хімії високомолекулярних сполук НАН України |
| 2005 | Цикл наукових праць «Розвиток фізико-хімічних основ створення нових високоефективних фотокаталітичних та фотоелектрохімічних систем і процесів»                                     | Єременко Ганна Михайлівна           | Професор, доктор хімічних наук (фізична хімія), Інститут хімії поверхні, лабораторія фотоніки |
| 2005 | Цикл наукових праць «Розвиток фізико-хімічних основ створення нових високоефективних фотокаталітичних та фотоелектрохімічних систем і процесів»                                     | Кучмій Степан Ярославович           | Член-кореспондент НАН України (технічна хімія), Професор, доктор хімічних наук, відділ фотохімії Інституту загальної та неорганічної хімії ім. В. І. Вернадського                                                                              |
| 2005 | Цикл наукових праць «Розвиток фізико-хімічних основ створення нових високоефективних фотокаталітичних та фотоелектрохімічних систем і процесів»                                     | Колбасов Геннадій Якович            | Член-кореспондент НАН України (технічна хімія), Професор, доктор хімічних наук, завідувач відділу фотоелектрохімії та хімічних джерел струму ім. академіка О. В. Городиського Інституту загальної та неорганічної хімії ім. В. І. Вернадського |
| 2008 | Цикл наукових праць «Теоретичне обґрунтування та практична апробація нової ресурсозберігаючої, маловідходної технології комбінованого одержання знесоленої та пом'якшеної води»     | Мамченко Олексій Володимирович      | Член-кореспондент НАН України (хімічні проблеми захисту довкілля) Інститут колоїдної хімії та хімії води ім. А. В. Думанського |
| 2008 | Цикл наукових праць «Теоретичне обґрунтування та практична апробація нової ресурсозберігаючої, маловідходної технології комбінованого одержання знесоленої та пом'якшеної води»     | Ставицький Віктор Васильович        | |
| 2011 | Цикл наукових праць «Електронно індуковані електрохімічні та гомогенно-каталітичні процеси активації „малих“ молекул та їх використання для одержання цінних органічних продуктів»  | Кошечко В'ячеслав Григорович        | Академік НАН України (фізична хімія), професор, доктор хімічних наук, Віце-президент Національної академії наук України |
| 2017 | Розвиток фізико-хімічних засад створення нових каталізаторів для хімічної переробки відновлюваної сировини та захисту довкілля                                                      | Стрижак Петро Євгенович             | член-кореспондент НАН України, завідувач відділу Інституту фізичної хімії ім. Л. В. Писаржевського НАН України |
| 2017 | Розвиток фізико-хімічних засад створення нових каталізаторів для хімічної переробки відновлюваної сировини та захисту довкілля                                                      | Соловйов Сергій Олександрович       | доктор хімічних наук, заступник директора Інституту фізичної хімії ім. Л. В. Писаржевського НАН України |
| 2017 | Розвиток фізико-хімічних засад створення нових каталізаторів для хімічної переробки відновлюваної сировини та захисту довкілля                                                      | Станіслав Дзвігай                   | доктор хімічних наук, професор Університету П'єра і Марії Кюрі |
| 2020 | за цикл праць «Електродні матеріали та електроліти для пристроїв електрохімічної енергетики»                                                                                        | Кириллов Святослав Олександрович    | доктор хімічних наук, директор Міжвідомчого відділення електрохімічної енергетики НАН України |
| 2020 | за цикл праць «Електродні матеріали та електроліти для пристроїв електрохімічної енергетики»                                                                                        | Потапенко Ганна Валентинівна        | кандидат хімічних наук, старший науковий співробітник Міжвідомчого відділення електрохімічної енергетики НАН України |
| 2020 | за цикл праць «Електродні матеріали та електроліти для пристроїв електрохімічної енергетики»                                                                                        | Горобець Маргарита Ігорівна         | кандидат хімічних наук, старший науковий співробітник Міжвідомчого відділення електрохімічної енергетики НАН України |